# Саймон Берджесс
Саймон Берджесс (англ. Simon Burgess, 11 вересня 1967) — австралійський академічний веслувальник.
Срібний призер Олімпійських Ігор 2000 (розпашна четвірка без стернового легкої ваги), 2004 (розпашна четвірка без стернового легкої ваги) років, учасник 1996 року.
Чемпіон світу 1991 (парна четвірка легкої ваги), 1997 (вісімка легкої ваги) років, срібний призер 1999 року в складі розпашної четвірки без стернового легкої ваги, бронзовий призер 1990 (парна четвірка легкої ваги), 1998 (розпашна четвірка без стернового легкої ваги) років.
Чемпіон співдружності 1994 року.